# El Negrito
El Negrito is een gemeente (gemeentecode 1803) in het departement Yoro in Honduras.
De gemeente heet waarschijnlijk El Negrito omdat er in de omgeving veel bomen voorkomen met een zwarte kleur. Het dorp ligt in de Vallei van Olomán, tussen de beken La Pita en El Dorado.

## Bevolking
De bevolking is als volgt verdeeld:
| Vrouwen | 23.827 | 50,6% |
| Mannen  | 23.277 | 49,4% |

## Dorpen
De gemeente bestaat uit 27 dorpen (aldea), waarvan de grootste qua inwoneraantal: El Negrito  (code 180301) en Villa del Carmen (of: Finca Treinta y Siete) (180327).